# Leighton Reservoir
Leighton Reservoir är en reservoar i Storbritannien.   Den ligger i riksdelen England, i den centrala delen av landet, 300 km norr om huvudstaden London. Leighton Reservoir ligger 238 meter över havet.  I omgivningarna runt Leighton Reservoir växer i huvudsak blandskog.